# WOWOWデジタルプラス
WOWOWデジタルプラス（ワウワウデジタルプラス）は、かつて株式会社WOWOWが運営していた東経110度CS放送の有料放送管理サービス（プラットフォーム）である。

## 歴史
2004年に東経110度CSデジタル放送のうち、CS1ネットワークを使用していた「プラット・ワン」のプラットフォーム事業者（株式会社プラット・ワン）が、CS2ネットワーク使用の「スカイパーフェクTV!2」のプラットフォーム事業者である株式会社スカイパーフェクト・コミュニケーションズ（現・スカパーJSAT）に合併し、「スカイパーフェクTV!110（現・スカパー!）」というプラットフォームが成立することとなり、東経110度CS放送の再編が生じる。スカイパーフェクTV!110への移行を良しとしなかった委託放送事業者のうち1社は当時スカイパーフェクト・コミュニケーションズとライバル関係にあったWOWOWの子会社であったことから、WOWOWがCS1ネットワークの一部を引き継ぐ形でプラットフォーム事業に乗り出し、2004年11月12日からサービス放送（無料）を行い、同年12月1日から本放送を開始した。
東経110度CSデジタル放送が受信出来るBSアンテナ及びデジタルチューナー（BSデジタルチューナーと共用）があれば視聴可能であった。東経110度CSデジタル放送が開始される2002年以前に発売されたBSデジタルチューナーでは未対応のため、加入の際はプロモーション番組をデータ放送形式で流するep055チャンネルが受信出来る事を確認するよう呼びかけていた。
しかし、加入者数は6千人弱に留まり、事業の好転も見込めないことから2006年12月31日に放送を終了した。なお、WOWOWデジタルプラスをプラットフォームとしていたep055チャンネルは、デジタルプラス終了後の2007年1月1日以降、どこのプラットフォームにも属さない独立系のCSチャンネルに転換したが、2012年4月にはスカパー!e2に移管している。
また、WOWOWはデジタルプラスの最終月となった2006年12月、スカイパーフェクト・コミュニケーションズの東経124・128度CSプラットフォーム（CSデジタル放送）「スカパー!プレミアムサービス」において、自社BSアナログ放送と同一編成の「CSデジタル衛星役務利用放送」を開始。本プラットフォーム事業の不振は、スカイパーフェクト・コミュニケーションズとの関係の転換に繋がることとなった。

## 委託放送事業者と放送チャンネル
- メガポート放送 - 2005年10月1日、日本ビーエス放送（現・日本BS放送）に合併
  - 080ch - シネマ080 （¥ 420/月）- 2005年9月30日に放送終了
  - 081ch - 囲碁・将棋チャンネル （¥ 1,470/月） - 2005年9月30日に放送終了（現在は、スカパー!（東経110度CS放送・Ch.CS363、16:9SD放送）にて放送中）
- CS-WOWOW - 2007年3月解散
  - 091ch -  Act On TV（¥ 525/月）- 2006年12月31日に放送終了。末期の同年10月にチャンネル名を「大人の趣味と生活向上◆アクトオンTV」へ変更。
  - 092ch - ブルームバーグテレビジョン （¥ 525/月）2006年12月31日に放送終了
- イーピー放送 （現・SCサテライト放送）
  - 055ch - ep055チャンネル（無料・ハイビジョン放送） - 現在は「ショップチャンネル」のチャンネル名でショップチャンネルをハイビジョン放送。
  - 060ch - ep060チャンネル（無料・データ放送）- 2007年3月31日に放送終了

いずれの委託放送事業者も、WOWOWデジタルプラス上の受託放送事業者を宇宙通信（現・スカパーJSAT）としていた。